# Jiaxing
Jiaxing (xinès simplificat: 嘉兴; xinès tradicional: 嘉興; pinyin: Jiāxīng; Wade–Giles: Chia-hsing), romanitzat alternativament com Kashing o Kiahsing, és una ciutat a nivell de prefectura al nord de la província de Zhejiang, a la República Popular de la Xina. Situada al Gran Canal de la Xina, Jiaxing limita amb Hangzhou al sud-oest, Huzhou a l'oest, Xangai al nord-est i la província de Jiangsu al nord. Segons el cens de 2020, la seva població era de 5.400.868 habitants i la seva àrea urbanitzada (o metropolitana) formada per 2 districtes urbans era d' 1.518.654 habitants.

## Història

### Conegut com a lloc
- Període de Primaveres i Tardors: Jiaxing es coneix com Zuili i és una ciutat important de l'estat de Yuè.

### Conegut com a comtat
- 210 aC: Qin Shi Huang va canviar el nom de Jiaxing de Districte de Changshui (長水縣) a Youquan (由拳縣).
- Gener 242 dC: Sun He va ser nomenat príncep hereu. A causa del tabú dels noms, Jiahe es va canviar a Jiaxing.

### Conegut com a prefectura
- 938: (posteriorment Jin de les Cinc Dinasties): establerta prefectura de Xiu (秀州).
- 1117: (dinastia Song): districte de Jiahe (嘉禾郡).
- 1429: (dinastia Ming): el districte de Xiushui (秀水縣) es va establir al nord-oest de Jiaxing.
- Principis de 1900 (República de la Xina): Xiushui i Jiaxing es van combinar al comtat de Jiahe.
- 1914: va tornar al comtat de Jiaxing (perquè hi ha un Jiahe a Hunan).
- 1921: es funda el Partit Comunista Xinès al llac Sud de Jiaxing.
- 1926: després de la deserció del governador civil de Zhejiang, Xia Chao, al Guomindang durant l'Expedició del Nord, l'exèrcit del senyor de la guerra Sun Chuanfang derrota completament l'exèrcit de Xia, en gran poc entrenat, a Jiaxing. Xia és capturat i executat poc després.[2][3]
- 1981: l'antic comtat de Jiaxing es va fusionar amb la ciutat.
- 1983: passa a ciutat a nivell de prefectura.

## Administració
La ciutat-prefectura de Jiaxing administra 7 divisions a nivell de comtat, incloent 2 districtes, 3 ciutats a nivell de comtat i 2 comtats.
| Mapa | Mapa   | Mapa          |
| --- | ------ | ------------- |
| Nanhu Xiuzhou Comtat de · Jiashan Comtat de · Haiyan Ciutat de · Haining Ciutat de · Pinghu Ciutat de · Tongxiang |        |               |
| Subdivisió | Xinès  | Pinyin        |
| Districte de Nanhu                                                                                                | 南湖区 | Nánhú Qū      |
| Districte de Xiuzhou                                                                                              | 秀洲区 | Xiùzhōu Qū    |
| Comtat de Jiashan                                                                                                 | 嘉善县 | Jiāshàn Xiàn  |
| Comtat de Haiyan                                                                                                  | 海盐县 | Hǎiyán Xiàn   |
| Haining | 海宁市 | Hǎiníng Shì   |
| Pinghu | 平湖市 | Pínghú Shì    |
| Tongxiang | 桐乡市 | Tóngxiāng Shì |

## Personatges destacats
- Zhu Yizun (朱彝尊), erudit i poeta
- Wang Guowei (王國維), erudit, escriptor i poeta
- Xu Zhimo (徐志摩), poeta
- Shiing-Shen Chern (陳省身), matemàtic
- Mao Dun (茅盾), novelista, crític, periodista
- Zhang Zhongjun (张钟俊), científic
- Xu Kuangdi (徐匡迪), científic, polític
- Zhu Shenghao (朱生豪), traductor
- Zhang Leping (张乐平), dibuixant, creador de Sanmao
- Yang Borun (楊伯潤), poeta, cal·lígraf, pintor
- Jin Yong (金庸), novelista